# Parque San Martín
Parque San Martín è una città dell'Argentina, appartenente alla provincia di Buenos Aires, nel dipartimento di Merlo, 32 km a ovest della capitale. Fa parte del secondo cordone urbano della Grande Buenos Aires. Conta 89 073 abitanti.

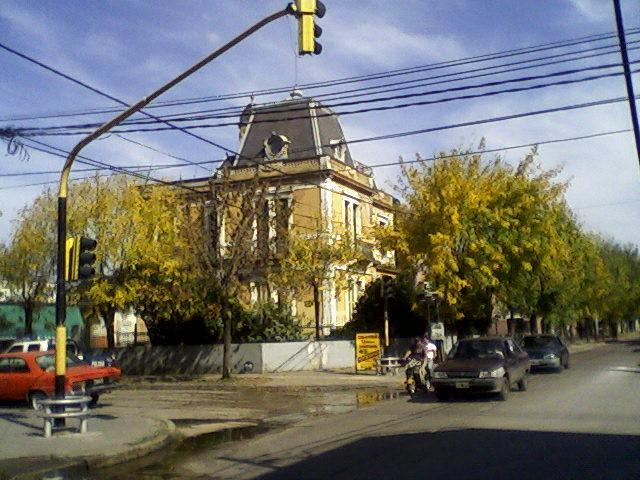
Scuola cattolica Nuestra Señora de Fátima.

Il villaggio di Parque San Martín fu dichiarato "città" con la legge provinciale 8558 del 17 novembre 1975. Deve il suo nome a José de San Martín.
La città confina con le città di Merlo, Libertad, Mariano Acosta e Pontevedra.